# Seznam guvernérů Grónska
Guvernér Grónska (grónsky Naalagaq, dánsky landsfoged) byl název dvou nejvyšších funkcí v Grónsku. Nahradil úřad grónského inspektora. Dva krajští guvernéři (pro severní a jižní inspektorát) zastávali post správce, předsedy soudů a byli také předsedy zemských rad ve svém inspektorátu. Velkou roli hrál tento úřad během druhé světové války, kdy guvernéři Eske Brun a Aksel Svane vyjednávali s USA obranu Grónska. Roku 1950 během spojení Grónska byl i úřad spojen a zůstal jeden guvernér pro celou zemi.
Úřad zanikl v roce 1979, kdy Grónsko získalo autonomii.

## Guvernéři Severního Grónska
- Philip R. Rosendahl (1925–1928); (1. období)
- Jørgen Berthelsen (1928–1929)
- Philip R. Rosendahl (1929 - 1939); (2. období)
- Eske Brun (1939–1945)
- Carl Fredrik Simony (1945–1947)
- Niels Otto Christensen (1947–1950)

## Guvernéři Jižního Grónska
- Knud Oldendow (1925–1932)
- Aksel Svane (1932–1941)
- Eske Brun (1941–1945)
- Carl Fredrik Simony (1945–1950)

## Guvernéři spojeného Grónska
- Poul Hugo Lundsteen (1950–1960)
- Finn C. Nielsen (1960–1963)
- Niels Otto Christensen (1963–1973)
- Hans Lassen (1973–1979)